# Château de Castelnau-Montratier
Pour les articles homonymes, voir Château de Castelnau (homonymie).
Le château de Castelnau-Montratier est situé place Gambetta, sur la commune de Castelnau-Montratier, dans le département du Lot. 

## Historique
L'édifice a été inscrit au titre des monuments historiques depuis le 20 décembre 1924.